# Jorunna pardus
Jorunna pardus is een slakkensoort uit de familie van de Discodorididae. De wetenschappelijke naam van de soort is voor het eerst geldig gepubliceerd in 1981 door Behrens & Henderson.